# Friezen (vroege middeleeuwen)
De Friezen in de vroege middeleeuwen waren een groep onderling verwante Germaanse stammen die woonden in het Nederlandse kustgebied en delta. Deze groep hoort niet verward te worden met moderne Friezen of Frisii uit de Romeinse tijd.

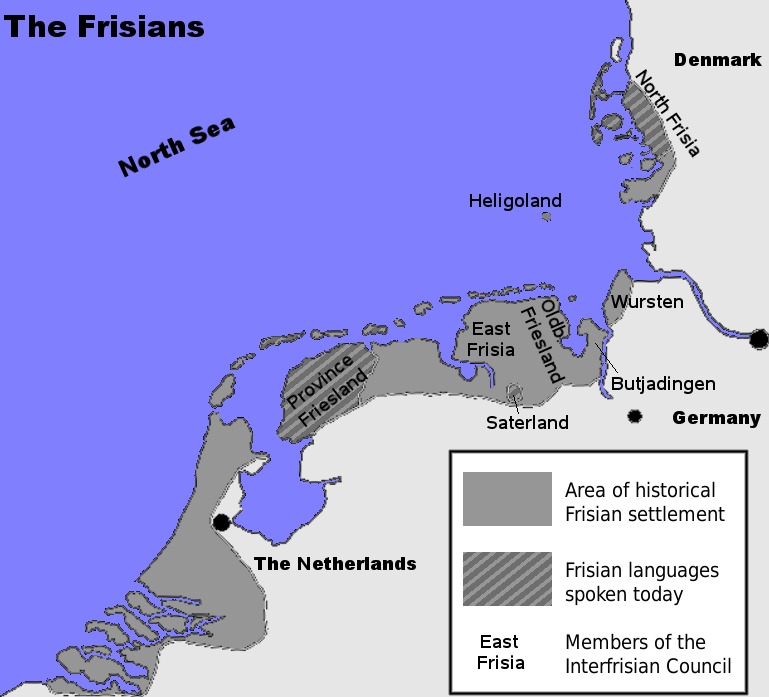
Vroegmiddeleeuws woongebied van de Friezen

## Oude Friezen
Tussen de Rijn-Maas-Scheldedelta en Eems woonden aanvankelijk ten tijde van de Romeinen de Frisii. De Frisii verdwenen in de 4de eeuw bijna volledig uit de kuststreken, mogelijk door een stijgend waterniveau. In de 5de en 6de eeuw koloniseerden nieuwe bewoners kuststreken vanuit Denemarken en noordwest Duitsland. Deze nieuwe bewoners waren te herkennen aan de Angelsaksische stijl van potten, huizenbouw, grafriten en overige materiële vondsten. De naam van de oude Friezen is misschien overgenomen door de nieuwkomers en/of aan hen gegeven door de Franken, die zich immers vaak baseerden op de oude Romeinse benamingen.

## Vroegmiddeleeuwse Friezen

### Fries-Groningse terpengebied
In het noordelijke kustgebied was de oorspronkelijke bevolking vrijwel volledig verdwenen. De nieuwe Friezen die hun plaats innamen vormden in de middeleeuwen de kern van een nieuwe Friese etniciteit die later zou ontwikkelen tot de moderne bevolking van de provincie Friesland.

### West-Nederlandse kust
Er is bewijs dat de westelijke kuststrook minder ontvolkt is geraakt dan voorheen werd gedacht. Een restbevolking van een paar honderd mensen heeft sporen achtergelaten tijdens de bewoningsminimum in de 4de tot 5de eeuw. Deze restbevolking ontwikkelde naderhand meer contacten met zowel het centrale rivierengebied als het noordelijke terpengebied.
Aan de West-Nederlandse kust zijn er vrijwel geen vondsten van de nieuwkomers gedateerd uit de 5de eeuw. De kuststreken van Holland waren blijkbaar niet aantrekkelijk in de 5de eeuw voor de migranten. Pas in de 6de en 7de eeuw zijn er significante aanwijzingen voor contacten met andere kuststreken aan de zuidelijke Noordzee, inclusief Engeland. Daarnaast is ook Frankisch draaischijfaardewerk en huizenbouw gevonden wat kan duiden op Frankische contacten, alhoewel niets de nieuwe Friezen ervan weerhield om de potten te importeren via de handelsroute van de Rijn.
In de vroege middeleeuwen waren de westelijke kustbewoners dus waarschijnlijk een heterogene groep, bestaande uit "nieuwe Friezen" of "Angelsaksen" uit het noorden en Engeland, een restbevolking uit het gebied zelf en Franken uit het rivierengebied. Later ontstond in de kustgebieden van het westen en het noorden wellicht een etnische Friese eenheid, met verschillen tussen de westelijke Friezen van de Zwin tot de Vlie, de middelste Friezen van de Vlie tot de Lauwers en de oostelijke Friezen van de Lauwers tot de Wezer.
De West-Friezen werden in de 12de eeuw met hun bekering tot het christendom en adoptie van het feudalisme geleidelijk Hollanders genoemd, in tegenstelling tot de Friezen aan de overkant van de Vlie. De Hollanders wisselen in de 12de en 13de eeuw van het Fries naar het Frankisch, wat leidde tot het Hollands, een door het Fries beïnvloed dialect van het Nederfrankisch. Bewijs dat dit gebeurde als gevolg van Frankische migratie naar Holland tijdens de Grote Ontginning van de 9de tot 13de eeuw ontbreekt.

#### Graafschap Holland
Floris II van Holland is de eerste graaf van West-Friesland die zich graaf van Holland noemt. In de eeuwen hierna volgen de Fries-Hollandse oorlogen waarin Holland het gebied van de Friezen tot de Vlie annexeert.